# Negaje
Negaje és un municipi de la província de Uíge. Té una població de 135.489 habitants. Comprèn les comunes de Dimuca, Negage i Quisseque. És servida per l'Aeroport de Negage.